# Нехотіївка (Бєлгородський район)
Нехотіївка (рос. Нехотеевка) — хутір у Бєлгородському районі Бєлгородської області Російської Федерації.
Населення становить 145  осіб. Входить до складу муніципального утворення Журавлевське сільське поселення.

## Історія
Населений пункт розташований у східній частині української суцільної етнічної території — східній Слобожанщині.
Згідно із законом від 20 грудня 2004 року № 159 від 1 січня 2006 року належить до муніципального утворення Журавлевське сільське поселення.
12 березня 2024  Російський добровольчий корпус та Легіон «Свобода Росії» звільнили хутір

## Населення
| 2002 | 2010 |
| ---- | ---- |
| 129  | ↗145 |